# Hruszkiwczi
Hruszkiwczi (ukr. Грушківці) – wieś na Ukrainie, w obwodzie chmielnickim, w rejonie latyczowskim.

## Historia
Król Polski Zygmunt III Waza pozwolił swojemu żołnierzowi Stanisławowi M. Wadowskiemu oraz jego żonie Krystynie Występównej ustąpić z praw do wsi Wójtowce (inne nazwy: Bryndzyw, Bryndza) w starostwie latyczowskim na rzecz S. Dąbrowskiego.

## Nazwa wsi
- Bryndzów (1583 r.)[3]
- Bryndzyw,
- Brindzów
- Wójtowce, (1893 r.)
- Wojtowcy (1910 r.)[4]

## Zabytki
- Cerkiew wybudowana w 1820 r. przez hr.  Arkadego Morkowa.